# Air Incheon
Air Incheon (coréen : 에어인천) est une compagnie aérienne cargo dont le siège social est situé en Corée du Sud.

## Histoire
En 2024, dans le cadre du rachat d'Asiana Airlines par Korean Air, comme condition des autorités de régulations, Air Incheon annonce l'acquisition des activités cargos d'Asiana Airlines pour l'équivalent de 342 millions de dollars.